# Ángeles Balbiani
Ángeles Balbiani Morea, conosciuta come Angie Balbiani (Buenos Aires, 7 agosto 1981) è un'attrice e opinionista argentina.

## Biografia
Ha iniziato la sua carriera nel 2002 quando fu selezionata da Cris Morena, per la telenovela Rebelde Way, interpretando il ruolo di Felicitas Mitre. Dal 2004 al 2005, interpreta il ruolo di Sofía Santillán Torres Oviedo, figlia di Malala e sorella minore di Delfina, nella telenovela Flor - Speciale come te.
Ha rivelato di aver sofferto di bullismo sul set di Rebelde Way.

### Vita privata
È divorziata da Felix Maglione, sposato il 17 giugno 2007, con cui ha avuto un figlio il 24 gennaio 2008, Benjamin.

## Filmografia

### Televisione
- Rebelde Way – serial TV (2002-2003)
- Flor - Speciale come te (Floricienta) – serial TV (2004-2005)
- Nosotros a la mañana – programma TV, opinionista (2017-2018)
- Pampita Online – programma TV, opinionista (2018)
- Online – programma TV, opinionista (2018-2019)
- Intrusos en el espectáculo - programma TV, opinionista (2018-2020)
- Incorrectas – programma TV, opinionista (2020)
- Editando tele – programma TV, opinionista (2020)

## Teatro
- Rebelde Way (2002-2003)
- Floricienta, en vivo tour (2004-2005)

## Doppiatrici italiane
Nelle versioni in italiano delle opere in cui ha recitato, Ángeles Balbiani è stata doppiata da:
- Rachele Paolelli in Flor - Speciale come te[5]
- Benedetta Ponticelli, Ilaria Egitto e Maia Orienti in Redelde Way[6]